# Футпринт-центр
33°26′45″ пн. ш. 112°04′17″ зх. д. / 33.445833333333° пн. ш. 112.07138888889° зх. д.

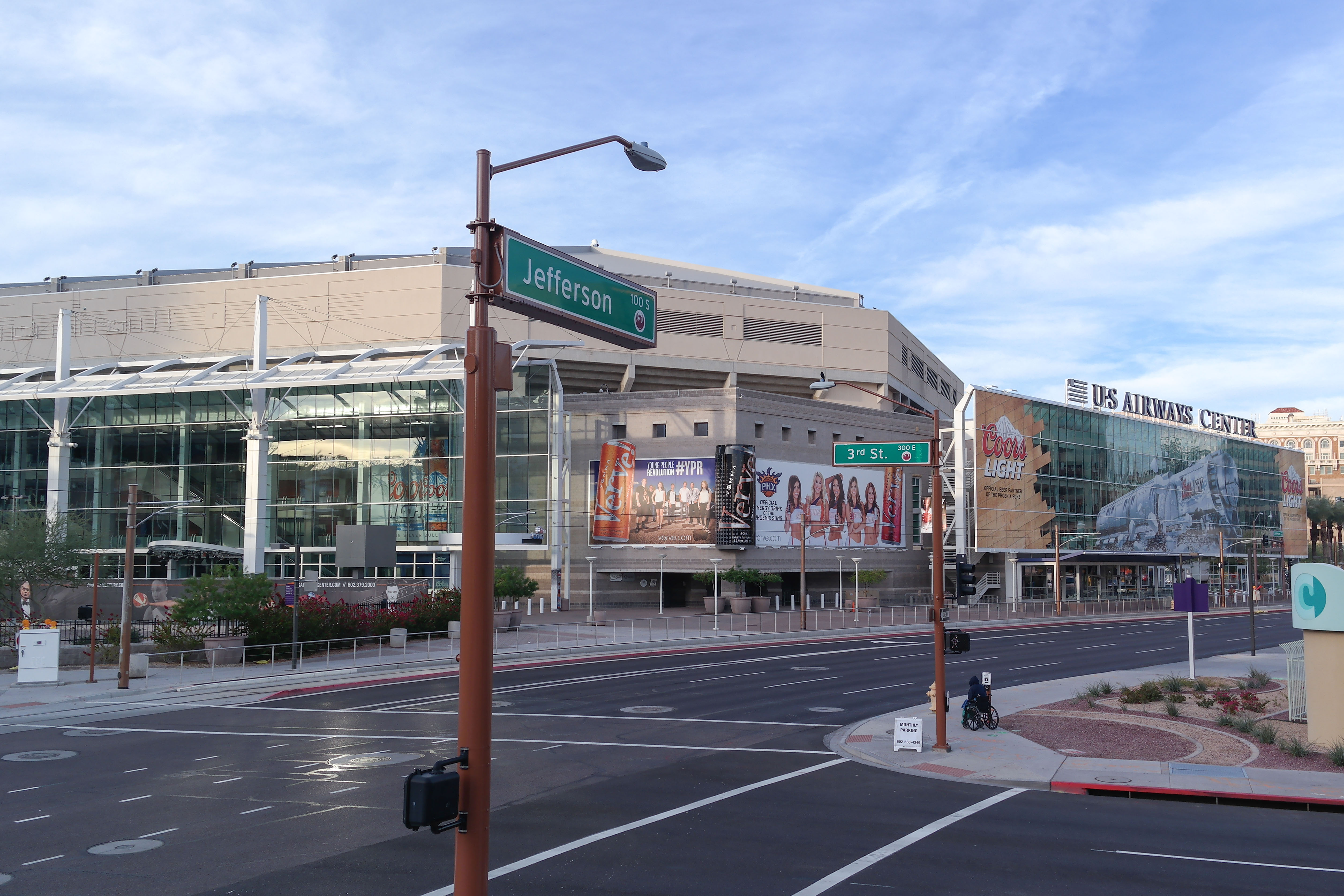
Футпринт-центр

Футпринт-центр (англ. Footprint Center) раніше ЮС Ервейс-центр (англ. US Airways Center) — спортивно-розважальний комплекс у Фініксі, Аризона, США.
Відкритий у 1992 році. Є домашньою ареною для команди Національної Баскетбольної Асоціації «Фінікс Санз», жіночої баскетбольної команді WNBA «Фінікс Меркурі» та «Арізона Ретлерс» з AFL.
До 2006 року мав назву Амеріка Вест Арена (англ. America West Arena), але після злиття компаній America West Airlines та US Airways, права на назву перейшли до останньої.
1. ↑  Geographic Names Information System — 2018.